# Pfarrkirche Nappersdorf

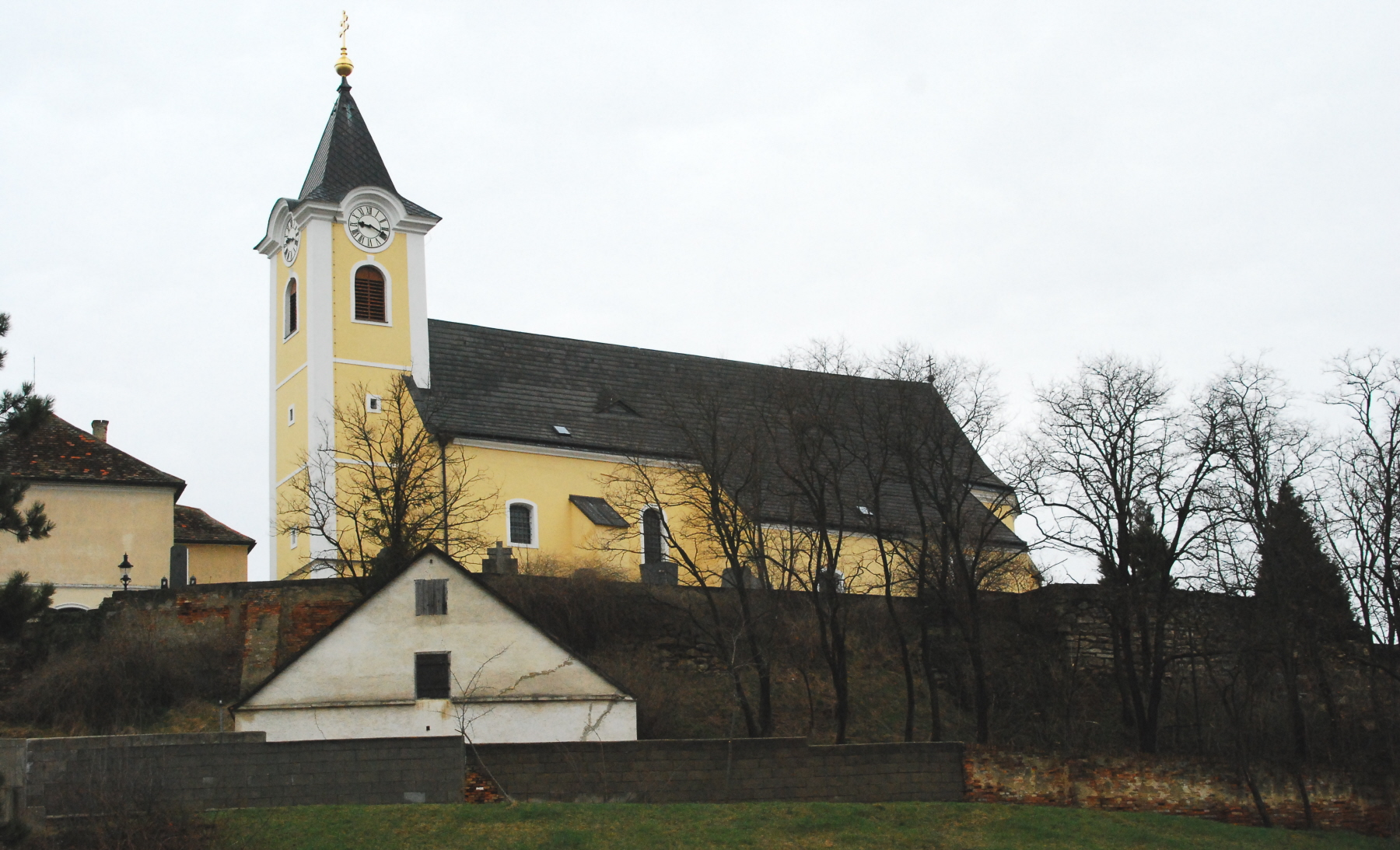
Katholische Pfarrkirche hl. Stephanus in Nappersdorf

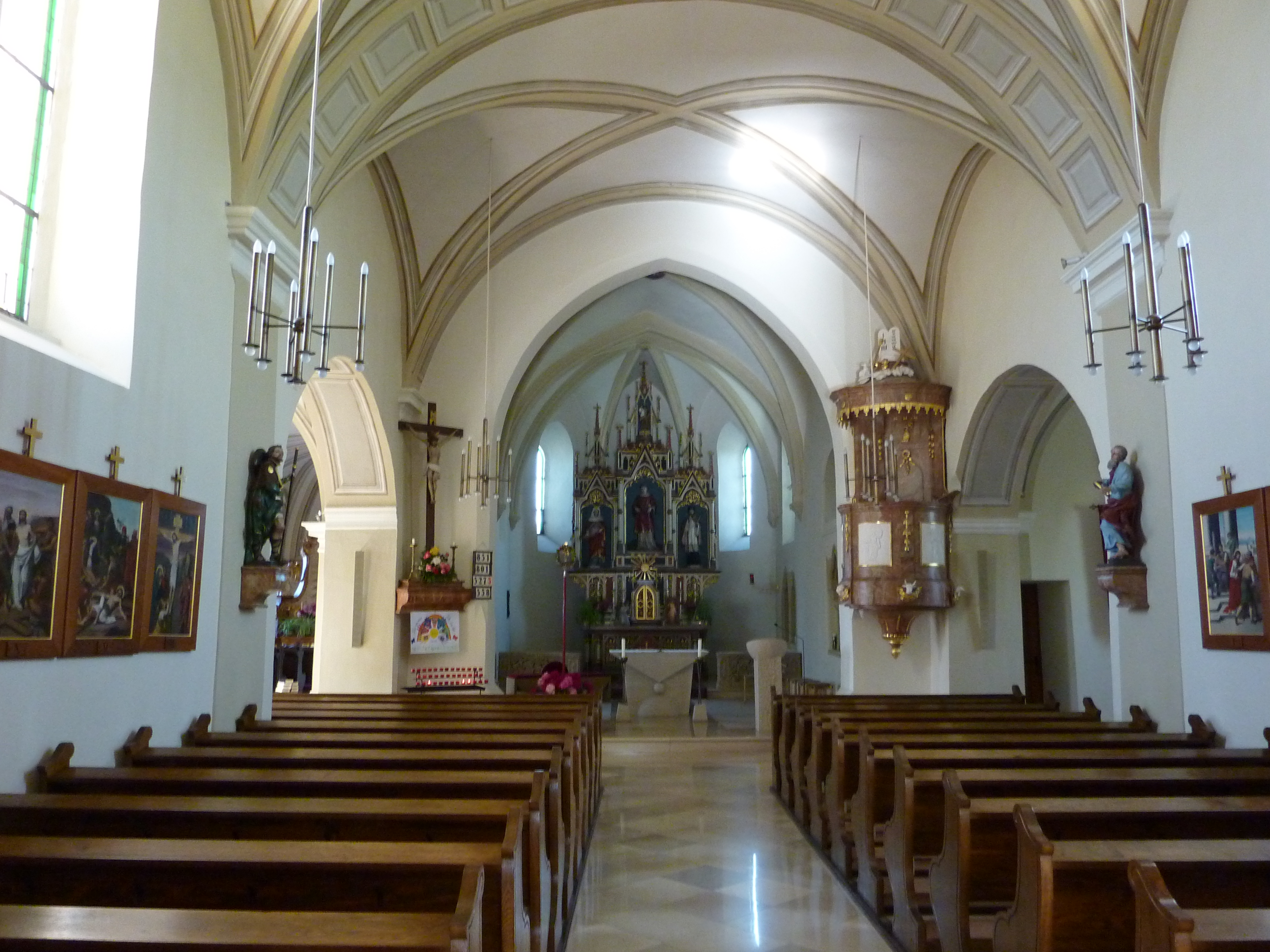
Im Langhaus zum Chor

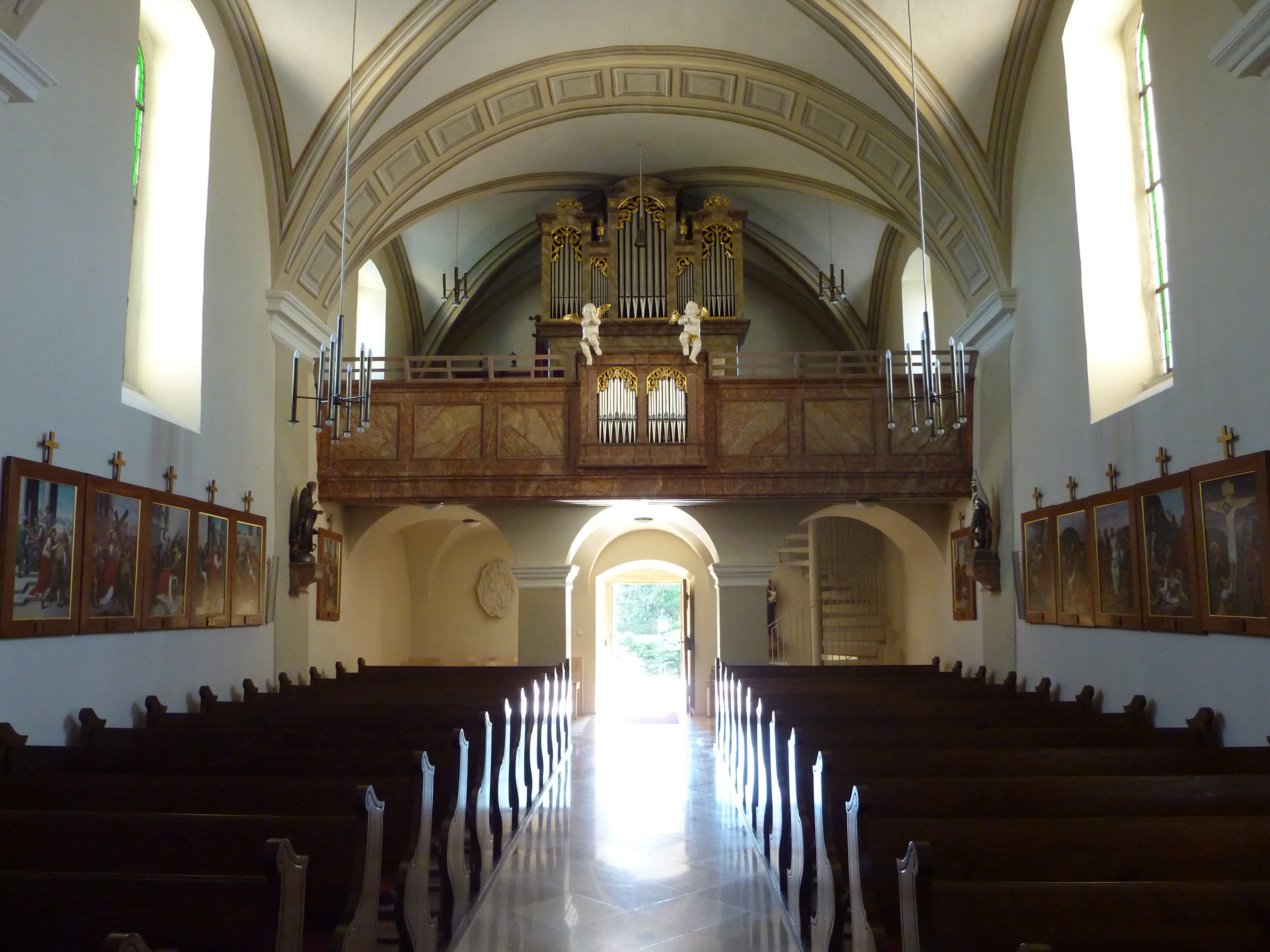
Im Langhaus zur Orgelempore

Die Pfarrkirche Nappersdorf steht erhöht im Norden des Angers in Nappersdorf in der Marktgemeinde Nappersdorf-Kammersdorf im Bezirk Hollabrunn in Niederösterreich. Die dem Heiligen Stephanus geweihte römisch-katholische Pfarrkirche – dem Stift Göttweig inkorporiert – gehört zum Dekanat Hollabrunn in der Erzdiözese Wien. Die Kirche steht unter Denkmalschutz (Listeneintrag).

## Geschichte
Urkundlich wurde die Pfarre vor 1133 dem Benediktinerstift Göttweig inkorporiert.
Der gotische Kirchenbau aus der ersten Hälfte des 14. Jahrhunderts wurde um 1700 erweitert und barockisiert.

## Architektur
Das Kirchenäußere zeigt sich mit einem schmalen Langhaus mit barocken Rundbogenfenstern. Nordseitig ist ein gotisches Spitzbogenportal vermauert, darüber ein Schriftband mit unleserlicher Inschrift. Der sehr wenig eingezogene Chor mit einem Fünfachtelschluss hat kräftige Strebepfeiler und schmale frühgotische Spitzbogenfenster. Nordseitig ist eine barocke Kapelle um 1700 angebaut mit einem verzogenen Dreiseitschluss, der einen ehemaligen Strebepfeiler des Hauptchores integriert, die Fassade der Kapelle ist mit Lisenen gegliedert und hat Flachbogenfenster mit Steckgittern. Südseitig ist eine barocke Kapelle angebaut mit einer weiteren Kapelle in der gleichen Flucht gleichfalls mit Flachbogenfenstern. Der vorgestellte dreigeschoßige Westturm aus dem 20. Jahrhundert hat rundbogige Schallfenster und trägt einen Spitzhelm.
Die Kirche ist von einem Friedhof umgeben. Am Friedhof steht eine Figurengruppe Kreuzigung aus 1928.
Das Kircheninnere zeigt ein dreijochiges Langhaus mit Kreuzgewölben auf Pilastern. Die dreibogige Orgelempore ist kreuzgratunterwölbt. Der gering eingezogene einjochige quadratische Chor mit einem Fünfachtelschluss hat ein Kreuzrippengewölbe auf ornamentierten Konsolen, eine Konsole mit einer grotesken Tiermaske, und einen Rosettenschlussstein. Die gotische Sakramentsnische hat einen zweiteiligen Kleeblattbogen. Die zweijochige Nordkapelle mit Kreuzgratgewölben auf Doppelgurten auf Wandpfeilern mit vorgelegten Doppellisenen hat eine Apsiskonche. Die Südkapelle ist kreuzgratgewölbt. Die Sakristei hat eine Flachdecke und darüber ein Oratorium und flachbogige gefaschte Fenster.

## Ausstattung
Der neugotische Hochaltar aus dem Ende des 19. Jahrhunderts trägt die Figuren Stephanus, Elisabeth, Johannes Nepomuk, Paulus, Rochus. Das ehemalige Hochaltarbild Steinigung des Stephanus ist aus dem dritten Viertel des 18. Jahrhunderts.
Der Taufstein mit einem muschelförmigen Sandsteinbecken aus 1730 wurde 1968 restauriert.
Die Orgel baute um 1810 Johann Georg Fischer, sie wurde 1858 durch Franz Meinl erneuert und 2001/02 durch Josef Diethard Pemmer restauriert und erweitert.